# 32 Lyncis
32 Lyncis är en gulvit stjärna i huvudserien i stjärnbilden Lodjuret.
32 Lyncis har visuell magnitud +6,19 och är knappt synlig för blotta ögat vid god seeing. Den befinner sig på ett avstånd av ungefär 120 ljusår.